# 瓦格拉姆山麓克尼格斯布伦
瓦格拉姆山麓克尼格斯布伦是奥地利下奥地利州图尔恩县的一个市镇。总面积28.57平方公里，总人口1292人，人口密度45.2人/平方公里（2005年）。